# Jeff Hornacek
Jeffrey John «Jeff» Hornacek (Elmhurst, Illinois, 3 de mayo de 1963) es un exjugador y entrenador de baloncesto estadounidense que jugó durante 14 temporadas como profesional en la NBA. Jugó en la posición de escolta anotador, siendo uno de los más eficientes tiradores de su época. 

## Carrera

### Universidad
Compitió durante 4 años en la Universidad de Iowa State, en los que promedió 10,7 puntos y 5,4 asistencias. Logró meter a su equipo en los octavos de final de la NCAA en 1986. Su momento de gloria llegó al anotar una canasta sobre la bocina desde 8 metros que les daba la victoria frente a la Universidad de Miami-Ohio, logrando así la primera victoria de su universidad en una fase final del Torneo de la NCAA desde 1944.

### NBA
Fue elegido en la vigesimosegunda elección de la segunda ronda del Draft de la NBA de 1986 por Phoenix Suns. Llegó a ser una estrella en Arizona, llegando incluso a promediar más de 20 puntos por partido, pero en 1992 se vio envuelto en el traspaso que le llevó a él y otros dos jugadores a Philadelphia 76ers a cambio de Charles Barkley. Allí permaneció una temporada y media, en un equipo perdedor, hasta que por fin fue traspasado a los Utah Jazz a mediados de la 1993-94 a cambio de Jeff Malone. Fue una parte fundamental del equipo que consiguió plantarse en las finales de la NBA en los años 1997 y 1998, perdiendo en ambas ocasiones contra los Chicago Bulls de Michael Jordan.
Estuvo en los Jazz durante 6 temporadas, hasta que una lesión de rodilla le obligó a retirarse en el año 2000. A lo largo de su carrera promedió 14,5 puntos y 4,9 rebotes por partido.

### Entrenador
Tras un tiempo como asistente en Utah Jazz, se convierte en primer entrenador de Phoenix Suns en mayo de 2013.
Tras tres años en Phoenix el 1 de febrero de 2016 es despedido por los Suns, firmando, el 2 de junio, con los New York Knicks
El 12 de abril de 2018, es despedido tras dos temporadas en los Knicks, con un récord de 29–53.
El 30 de noviembre de 2020, firma con Houston Rockets como técnico asistente.
Tras dos temporadas en Houston, en septiembre de 2022, se une a los Utah Jazz como consultor.

## Estadísticas de su carrera en la NBA

### Temporada regular
| Año      | Equipo       | PJ    | PT  | MPP  | %TC  | %3P  | %TL  | RPP | APP | ROB | TPP | PPP  |
| -------- | ------------ | ----- | --- | ---- | ---- | ---- | ---- | --- | --- | --- | --- | ---- |
| 1986-87  | Phoenix      | 80    | 3   | 19.5 | .454 | .279 | .777 | 2.3 | 4.5 | .9  | .1  | 5.3  |
| 1987-88  | Phoenix      | 82    | 49  | 27.4 | .506 | .293 | .822 | 3.2 | 6.6 | 1.3 | .1  | 9.5  |
| 1988-89  | Phoenix      | 78    | 73  | 31.9 | .495 | .333 | .826 | 3.4 | 6.0 | 1.7 | .1  | 13.5 |
| 1989-90  | Phoenix      | 67    | 60  | 34.0 | .536 | .408 | .856 | 4.7 | 5.0 | 1.7 | .2  | 17.6 |
| 1990-91  | Phoenix      | 80    | 77  | 34.2 | .518 | .418 | .897 | 4.0 | 5.1 | 1.4 | .2  | 16.9 |
| 1991-92  | Phoenix      | 81    | 81  | 38.0 | .512 | .439 | .886 | 5.0 | 5.1 | 2.0 | .4  | 20.1 |
| 1992-93  | Philadelphia | 79    | 78  | 36.2 | .470 | .390 | .865 | 4.3 | 6.9 | 1.7 | .3  | 19.1 |
| 1993-94  | Philadelphia | 53    | 53  | 37.6 | .455 | .313 | .873 | 4.0 | 5.9 | 1.8 | .2  | 16.6 |
| 1993-94  | Utah         | 27    | 9   | 30.6 | .509 | .429 | .891 | 2.5 | 3.9 | 1.2 | .1  | 14.6 |
| 1994-95  | Utah         | 81    | 81  | 33.3 | .514 | .406 | .882 | 2.6 | 4.3 | 1.6 | .2  | 16.5 |
| 1995-96  | Utah         | 82    | 59  | 31.6 | .502 | .466 | .893 | 2.5 | 4.1 | 1.3 | .2  | 15.2 |
| 1996-97  | Utah         | 82    | 82  | 31.6 | .482 | .369 | .899 | 2.9 | 4.4 | 1.5 | .3  | 14.5 |
| 1997-98  | Utah         | 80    | 80  | 30.8 | .482 | .441 | .885 | 3.4 | 4.4 | 1.4 | .2  | 14.2 |
| 1998-99  | Utah         | 48    | 48  | 29.9 | .477 | .420 | .893 | 3.3 | 4.0 | 1.1 | .3  | 12.2 |
| 1999-00  | Utah         | 77    | 77  | 27.7 | .492 | .478 | .950 | 2.4 | 2.6 | .9  | .2  | 12.4 |
| Total    | Total        | 1,077 | 910 | 31.5 | .496 | .403 | .877 | 3.4 | 4.9 | 1.4 | .2  | 14.5 |
| All-Star | All-Star     | 1     | 0   | 24.0 | .714 | .500 | –    | 2.0 | 3.0 | 1.0 | .0  | 11.0 |

### Playoffs
| Año   | Equipo  | PJ  | PT  | MPP  | %TC  | %3P  | %TL  | RPP | APP | ROB | TPP | PPP  |
| ----- | ------- | --- | --- | ---- | ---- | ---- | ---- | --- | --- | --- | --- | ---- |
| 1989  | Phoenix | 12  | 12  | 31.2 | .497 | .000 | .840 | 5.8 | 5.2 | 1.3 | .3  | 14.1 |
| 1990  | Phoenix | 16  | 16  | 36.4 | .511 | .250 | .932 | 3.9 | 4.6 | 1.5 | .0  | 18.6 |
| 1991  | Phoenix | 4   | 4   | 36.3 | .431 | .500 | .929 | 6.3 | 2.0 | .8  | .5  | 18.3 |
| 1992  | Phoenix | 8   | 8   | 42.9 | .484 | .471 | .912 | 6.4 | 5.3 | 1.8 | .3  | 20.4 |
| 1994  | Utah    | 16  | 16  | 34.9 | .475 | .441 | .912 | 2.4 | 4.0 | 1.5 | .4  | 15.4 |
| 1995  | Utah    | 5   | 5   | 35.6 | .510 | .538 | .786 | 1.2 | 4.0 | 1.6 | .2  | 14.0 |
| 1996  | Utah    | 18  | 18  | 35.8 | .502 | .586 | .890 | 3.6 | 3.3 | 1.1 | .2  | 17.5 |
| 1997  | Utah    | 20  | 20  | 35.2 | .433 | .358 | .876 | 4.5 | 3.7 | 1.1 | .2  | 14.6 |
| 1998  | Utah    | 20  | 20  | 31.8 | .416 | .467 | .846 | 2.5 | 3.2 | 1.0 | .2  | 10.9 |
| 1999  | Utah    | 11  | 11  | 27.6 | .462 | .389 | .879 | 3.7 | 2.4 | 1.0 | .0  | 12.2 |
| 2000  | Utah    | 10  | 10  | 29.7 | .422 | .409 | .833 | 3.0 | 3.3 | 1.0 | .0  | 11.5 |
| Total | Total   | 140 | 140 | 34.0 | .470 | .433 | .886 | 3.8 | 3.8 | 1.2 | .2  | 14.9 |

## Vida personal
Su padre entrenó a Isiah Thomas cuando estaba en el instituto.
Cuando era joven, entrenaba su tiro frontal en el garaje de su casa. Un día, una empresa de electricidad instaló cables que molestaban su tiro. Para seguir tirando, Hornacek debió elevar su tiro, generando más arco y haciendo la característica parábola. Este detalle fue un determinante para marcar su tiro. Siempre que lanzaba un tiro libre, se tocaba la mejilla: era la forma de enviarle un saludo a su esposa y sus hijos, porque sabía que lo estaban viendo por televisión.

## Logros y reconocimientos
- All Star en 1992.
- Mejor lanzador de tiros libres de la liga en 2000, con un 95% de acierto (171 de 180).
- Ganador, en 2 ocasiones, del concurso de triples del All-Star Weekend (1998 y 2000).
- Ganador en una ocasión del 2-Ball Challenge, antecesor del Concurso "Shooting Stars" de la NBA.
- Su camiseta con el número 14 fue retirada por los Jazz como homenaje.
- En 1994 consiguió el récord de la NBA de más tiros de 3 anotados consecutivamente sin fallo en un partido, con 8, contra Seattle Supersonics
- Ese mismo año igualó también el récord de triples seguidos sin fallo en varios partidos, con 11.